# Наймани

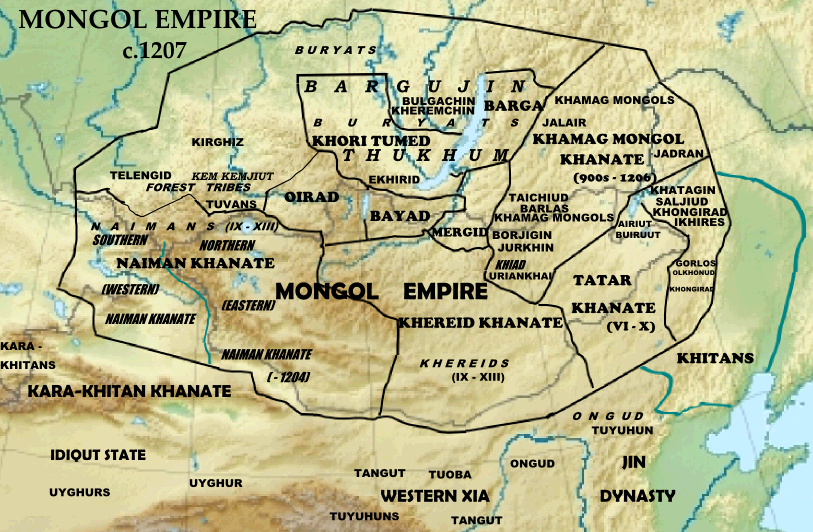

Наймани (кит.: 乃蛮; піньїнь: nǎimán, наймань; каз. найман; монг. naiman)  — тюркське плем'я, що жило в степах Центральної та Східної Азії. Мали дипломатичні зв'язки з каракитаями і були їм підлеглими до 1177 року.
Наймани, як й кераїти були християнами-несторіанцями.
У 12 столітті наймани утворили власну державу в районі Алтайських гір, яка згодом стала співзасновницею Імперії Чингісхана.
Наймани спільно з іншими тюркськими родами з киятами, меркитами та киреїтами, об'єдналися в одну державу та обрали Темуджина на посаду Великого Хана та присвоїли йому титул — Чингісхан.